# Конус инструментальный
Ко́нус инструмента́льный — конический хвостовик инструмента (сверло, зенкер, фреза, развёртка, зажимной патрон, электрод контактной сварки) и коническое отверстие соответствующего размера (гнездо) в шпинделе или задней бабке, например, токарного станка. Предназначен для быстрой смены инструмента с высокой точностью центрирования и надёжностью крепления. Существует много стандартов на различные конусы, различающиеся по конусности и исполнению.

## Конус Морзе и метрический конус

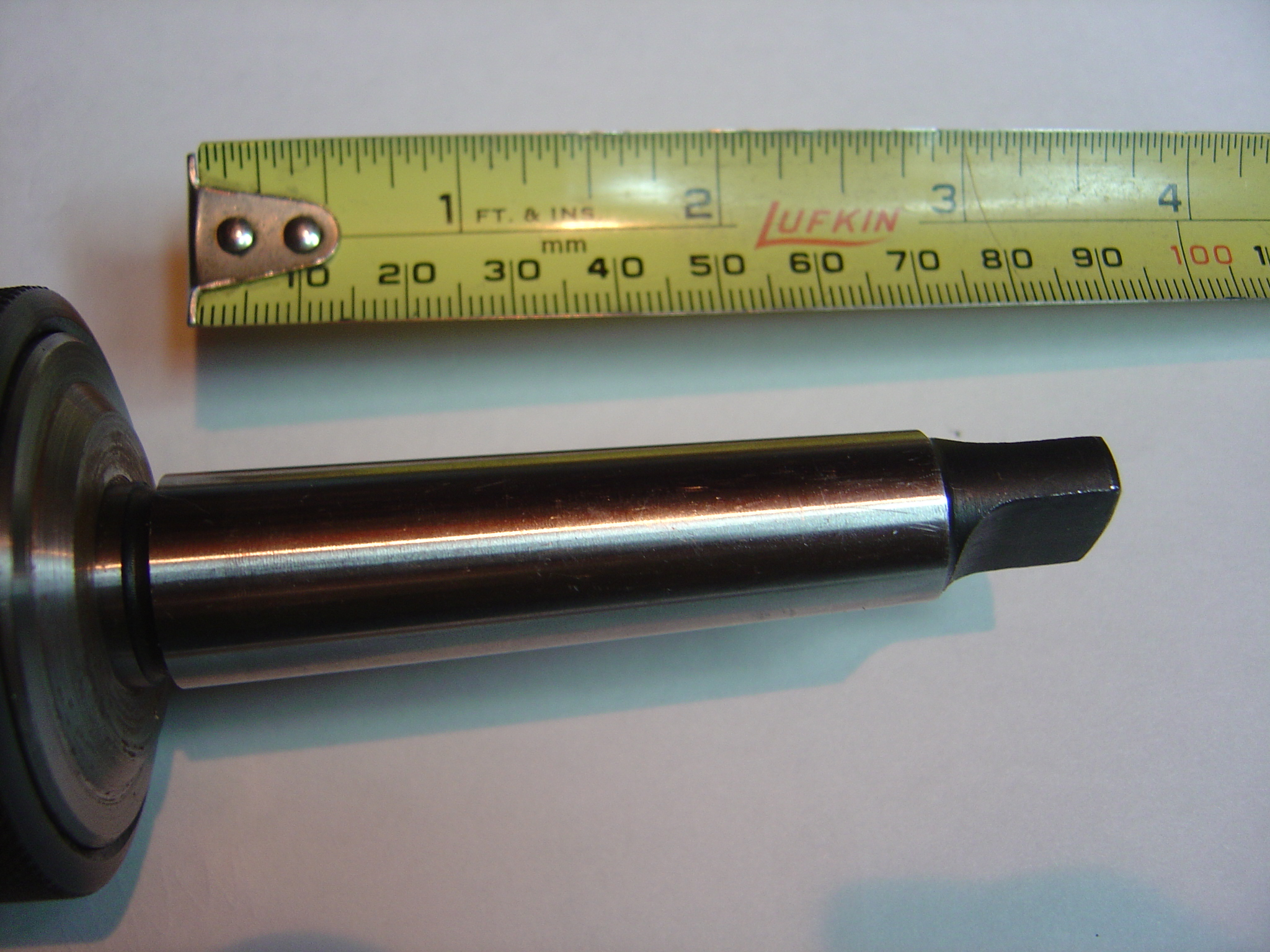
Конус Морзе № 2 (MT2).

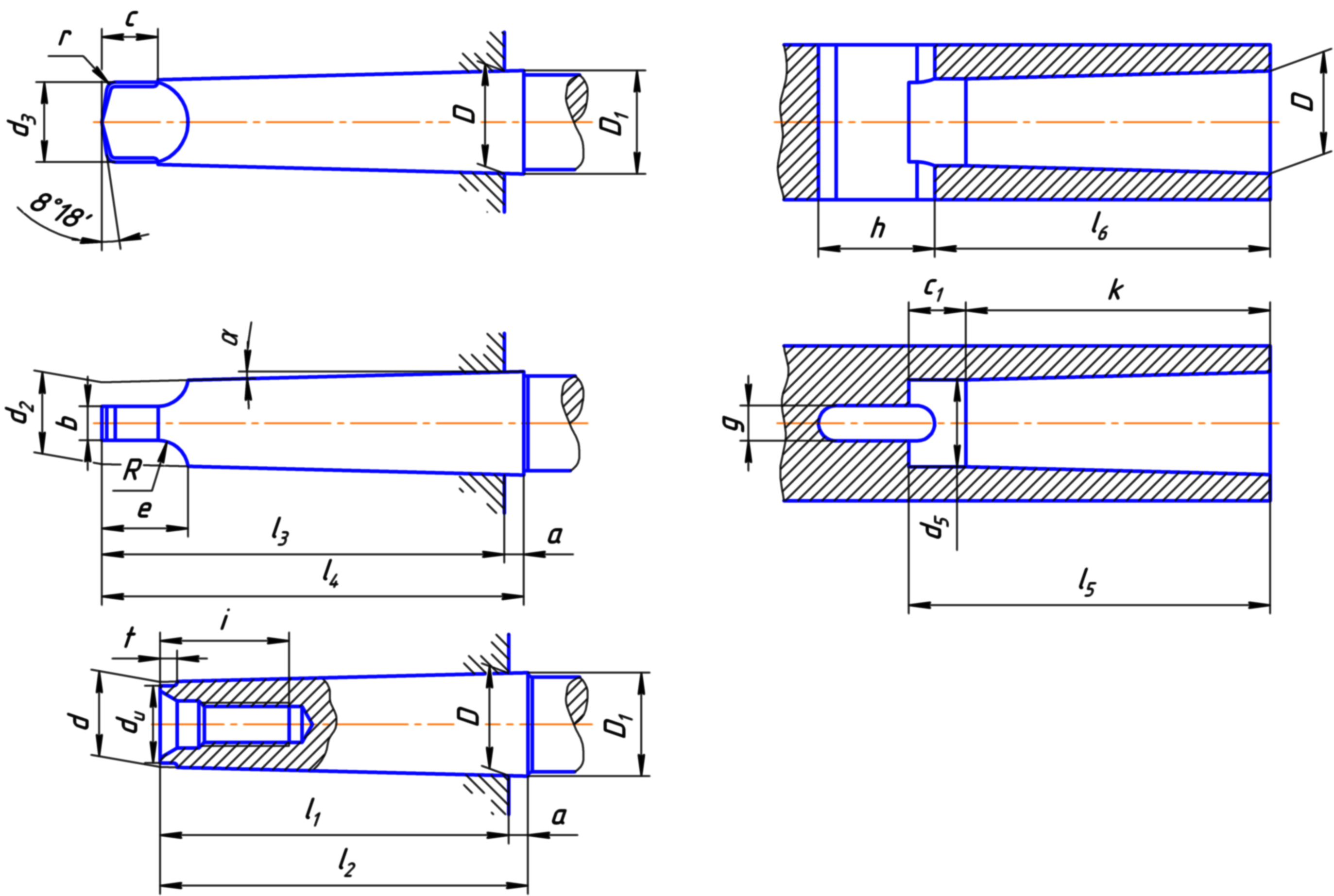
Схема инструментального конуса (наружные конусы с лапкой, наружные конусы без лапки, внутренние конусы (гнёзда)).

Конус Морзе — одно из самых широко применяемых креплений инструмента. Был предложен Стивеном А. Морзе приблизительно в 1864 году.
Конус Морзе подразделяется на восемь размеров, от КМ0 до КМ7 (англ. Morse taper, MT0-MT7, нем. Morsekegel, MK0-MK7). Конусность от 1:19,002 до 1:20,047 (угол конуса от 2°51’26" до 3°00’52", уклон конуса от 1°25’43" до 1°30’26") в зависимости от типоразмера.
Стандарты на конус Морзе: ISO 296, DIN 228, ГОСТ 25557-2016 «Конусы инструментальные. Основные размеры.». В российском стандарте конус КМ7 отсутствует, вместо него применяется несовместимый метрический конус № 80. Конусы, изготовленные по дюймовым и метрическим стандартам, взаимозаменяемы во всём, кроме резьбы хвостовика.
Существует несколько исполнений хвостовика конуса: с лапкой, с резьбой и без них. Инструмент с лапкой крепится в шпинделе заклиниванием этой лапки, для чего в рукаве некоторых шпинделей есть соответствующий паз. Лапка предназначена для облегчения выбивания конуса из шпинделя и предотвращения проворачивания. Инструмент с внутренней резьбой фиксируется в шпинделях штоком (штревелем), вворачивающимся в торец конуса. Конусы с резьбой гарантируют невыпадение инструмента и облегчают извлечение заклинившего конуса из шпинделя. Шпиндель обычно делается под один из вариантов фиксации: с лапкой, со штревелем или с фиксацией трением. Поскольку угол конуса меньше, чем угол трения, фиксация хвостовика в гнезде может также происходить только за счёт сил трения без использования штревелей и лапок.
Некоторые конусы снабжаются системой отверстий и канавок для подачи смазочно-охлаждающей жидкости (СОЖ).

### Метрический конус
По мере развития станкостроения понадобилось расширить диапазон размеров конусов Морзе как в большую, так и в меньшую стороны. При этом, для новых типоразмеров конуса выбрана конусность ровно 1:20 (угол конуса 2°51’51", уклон конуса 1°25’56") и названа метрический конус (англ. Metric Taper). Типоразмер метрических конусов указывается по наибольшему диаметру конуса в миллиметрах. ГОСТ 25557-2016 также определяет уменьшенные метрические конусы № 4 и № 6 (англ. ME4, ME6) и большие метрические конусы № 80, 100, 120, 160, 200 (англ. ME80 — ME200).
Конструктивных различий между конусом Морзе и метрическим нет.
|             | Обозначение конуса | Конусность | D      | D1    | d     | d1  | d2   | d3 max | d4 max | d5    | l1 max | l2 max | l3 max | l4 max | l5 min | l6  |
| ----------- | ------------------ | ---------- | ------ | ----- | ----- | --- | ---- | ------ | ------ | ----- | ------ | ------ | ------ | ------ | ------ | --- |
| Метрический | № 4                | 1:20       | 4      | 4,1   | 2,9   | -   | -    | -      | 2,5    | 3     | 23     | 25     | -      | -      | 25     | 21  |
| Метрический | № 6                | 1:20       | 6      | 6,2   | 4,4   | -   | -    | -      | 4      | 4,6   | 32     | 35     | -      | -      | 34     | 29  |
| Морзе       | КМ 0               | 1:19,212   | 9,045  | 9,2   | 6,4   | -   | 6,1  | 6      | 6      | 6,7   | 50     | 53     | 56,3   | 59,5   | 52     | 49  |
| Морзе       | КМ 1               | 1:20,047   | 12,065 | 12,2  | 9,4   | M6  | 9    | 8,7    | 9      | 9,7   | 53,5   | 57     | 62     | 65,5   | 56     | 52  |
| Морзе       | КМ 2               | 1:20,020   | 17,780 | 18    | 14,6  | M10 | 14   | 13,5   | 14     | 14,9  | 64     | 69     | 75     | 80     | 67     | 62  |
| Морзе       | КМ 3               | 1:19,922   | 23,825 | 24,1  | 19,8  | M12 | 19,1 | 18,5   | 19     | 20,2  | 80,1   | 86     | 94     | 99     | 84     | 78  |
| Морзе       | КМ 4               | 1:19,254   | 31,267 | 31,6  | 25,9  | M16 | 25,2 | 25,2   | 24     | 26,5  | 102,5  | 109    | 117,5  | 124    | 107    | 98  |
| Морзе       | КМ 5               | 1:19,002   | 44,399 | 44,7  | 37,6  | M20 | 36,5 | 35,7   | 35,7   | 38,2  | 129,5  | 136    | 149,5  | 156    | 135    | 125 |
| Морзе       | КМ 6               | 1:19,180   | 63,348 | 63,8  | 53,9  | M24 | 52,4 | 51     | 51     | 54,6  | 182    | 190    | 210    | 218    | 188    | 177 |
| Морзе       | КМ 7               | 1:19,231   | 83,058 |       |       |     |      | -      |        |       |        |        | 285.75 | 294.1  |        |     |
| Метрический | № 80               | 1:20       | 80     | 80,4  | 70,2  | M30 | 69   | 67     | 67     | 71,5  | 196    | 204    | 220    | 228    | 202    | 186 |
| Метрический | № 100              | 1:20       | 100    | 100,5 | 88,4  | M36 | 87   | 85     | 85     | 90    | 232    | 242    | 260    | 270    | 240    | 220 |
| Метрический | № 120              | 1:20       | 120    | 120,6 | 106,6 | M36 | 105  | 102    | 102    | 108,5 | 268    | 280    | 300    | 312    | 276    | 254 |
| Метрический | № 160              | 1:20       | 160    | 160,8 | 143   | M48 | 141  | 138    | 138    | 145,5 | 340    | 356    | 380    | 396    | 350    | 321 |
| Метрический | № 200              | 1:20       | 200    | 201   | 179,4 | M48 | 177  | 174    | 174    | 182,5 | 412    | 432    | 460    | 480    | 424    | 388 |

1. ↑  В ГОСТ 25557 абберевиатура КМ отсутствует, типоразмер обозначен только цифрой
2. ↑  Отсутствует в ГОСТ 25557

### Укороченные конусы Морзе
Для многих применений длина конуса Морзе оказалась избыточной, поэтому были придуманы девять типоразмеров укороченных конусов Морзе, полученных «удалением» примерно половины исходных конусов. Цифра в обозначении укороченного конуса — округлённый диаметр новой толстой части конуса в мм. Российский стандарт на укороченные конусы ГОСТ 9953-82 «Конусы инструментов укороченные. Основные размеры.». В скобках приведены обозначения по старому ГОСТ 9953-67 (с буквой a конуса, у которых осталась более тонкая часть, а с буквой b — более толстая).
- B7 (0a) — укороченный до 14 мм КМ0.
- B10 (1a), B12 (1b) — укороченный до 18 и 22 мм соответственно КМ1.
- B16 (2a), B18 (2b) — укороченный до 24 и 32 мм соответственно КМ2.
- B22 (3a), B24 (3b) — укороченный до 45 и 55 мм соответственно КМ3.
- B32 (4b) — укороченный до 57 мм КМ4.
- B45 (5b) — укороченный до 71 мм КМ5.

## Конус 7:24

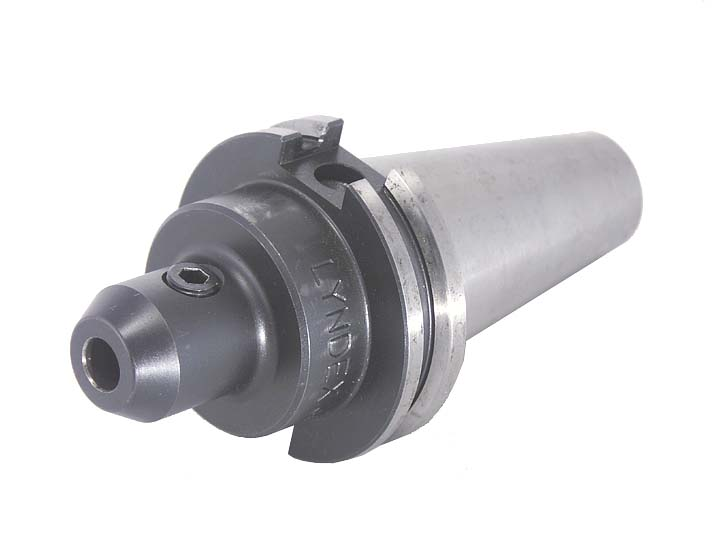

Широко распространённый инструментальный конус, в основном, для станков с ЧПУ с автоматической сменой инструмента. Цель разработки — устранение недостатков конуса Морзе (самозаклинивание конуса в шпинделе, малая площадь осевого упора, большая длина, сложность автоматической фиксации конуса в шпинделе, отсутствие зацепов для автоматической смены инструмента).
Существует ряд национальных и международных стандартов на этот конус, отличающихся базовой размерностью (дюймовая или метрическая), вспомогательными элементами (фланцы, штревели, каналы подачи СОЖ) и обозначениями. Конусы, изготовленные по разным стандартам, не всегда взаимозаменяемы.
- ISO-конусы. Международные стандарты ISO 297:1988 (конструктивная разновидность для ручной смены инструмента), ISO 7388 (конструктивные разновидности для автоматизированной смены инструмента).
- Новые российские стандарты: ГОСТ 25827-2014 — конструкции конусов, фланцев и резьб хвостовиков. Парный к нему ГОСТ ИСО 7388-3-2014 — конструкции штревелей. Практически дубликат ISO 297 и ISO 7388.
- Всё еще могут быть актуальны советские и старые российские стандарты:
  - ГОСТ 15945-82 — основные размеры конусов и парный к нему ГОСТ 19860-93 — допуски.
  - ГОСТ 25827-93 — конструкции конусов, фланцев и хвостовиков.
- DV, SK (от нем. Steilkegel). Немецкий вариант конуса. Стандарты DIN 2080, DIN 69871 (переименован в DIN ISO 7388-1).
- NMTB (от англ. National Machine Tool Builders Association), NST, NT. Американский вариант конуса. Стандарт ANSI B5.18. Дюймовая размерность, конструктивно аналог ISO 297.
- CAT, CV (от англ. Caterpillar V-Flange). Американский вариант конуса. Стандарт ANSI B5.50. Дюймовая размерность, конструктивно аналог ISO 7388 вариант A.
- BT — японская разновидность конуса согласно стандарту JIS B6339 (JMTBA MAS-403 «BT»). Дюймовая размерность, конструктивно аналог ISO 7388 вариант J.
- NFE 62540 — французский стандарт.
- IS 2340, IS 11173 — индийские стандарты. Первый аналог ISO 297, второй ISO 7388.

Типоразмер конуса обозначается цифрой, существуют размеры от 10-го до 80-го с шагом 5. Например, ISO10, NMTB40, BT50. Для всех стандартов размер конусной части одного типоразмера одинаков. Угол конуса 16°35’40". В таблице размеров конусов D обозначает базовый размер — наибольший диаметр конусного отверстия (гнезда), L обозначает глубину конусного отверстия. Эти значения также примерно соответствуют наибольшему диаметру конуса и его длине. Диаметр фланца DF примерно одинаков у всех конструктивных разновидностей одного типоразмера.
| Типоразмер | D      | L     | Резьба штревеля | DF  |
| ---------- | ------ | ----- | --------------- | --- |
| 10         | 15,87  | 21,8  |                 |     |
| 15         | 19,05  | 26,9  |                 |     |
| 25         | 25,40  | 39,8  |                 |     |
| 30         | 31,75  | 49,2  | M12             | 50  |
| 35         | 38,10  | 57,2  |                 |     |
| 40         | 44,45  | 65,6  | M16             | 63  |
| 45         | 57,15  | 84,8  | M20             | 80  |
| 50         | 69,85  | 103,7 | M24             | 97  |
| 55         | 88,90  | 132,0 | M24             | 130 |
| 60         | 107,95 | 163,7 | M30             | 156 |
| 65         | 133,35 | 200,0 | M36             | 195 |
| 70         | 165,10 | 247,5 | M36             | 230 |
| 75         | 203,20 | 305,8 | M40             | 280 |
| 80         | 254,00 | 390,8 | M40             | 350 |

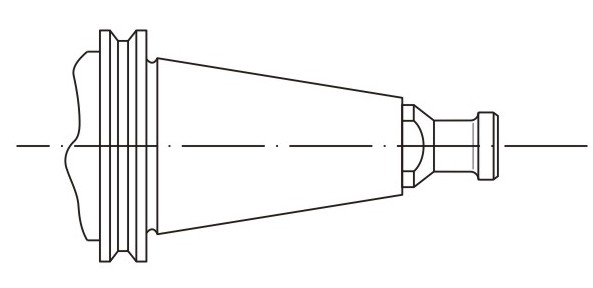
Конус с фланцем для автоматической смены инструмента

Стандарты ISO и новый российский ГОСТ определяют несколько конструктивных разновидностей: одну для ручной смены инструмента и три разновидности для автоматической смены инструмента, обозначаемые буквами A, U, J. Каждой конструктивной разновидности соответствует свой фланец и штревель. Помимо того, стандарты регламентируют два метода подвода охлаждающей жидкости к инструменту: центральный через штревель (обозначается буквой D) или боковой через фланец (буквой F).
Старый ГОСТ 25827-93 определял три исполнения конусов. Исполнение 1 было аналогично ISO 297. Исполнение 2 было аналогично ISO 7388 вариант A. Исполнение 3 аналогов не имело. Стандарт не определял конструкций штревелей, только фланцев и резьб хвостовиков.
В настоящее время конусы обычно изготавливают со сменными штревелями, что улучшает совместимость оборудования разных стандартов.

## HSK, КМ
HSK-конус (от нем. Hohlschaftkegel или англ. Hollow Shaft Taper, полый конус) используется во фрезерных обрабатывающих центрах и особенно в токарно-фрезерных центрах. Стандарты на эти конусы ISO 12164, DIN 69893, ГОСТ Р ИСО 12164. Конусность 1:10.
Имеет несколько конструктивных разновидностей фланцев, обозначаемых буквами A, B, C, D, E, F, T. Размер конуса обозначается цифрой наибольшего диаметра фланца в мм (от 25 до 160). Например, HSK-A63. Следует учесть, что диаметр фланца и размер конуса могут не совпадать у разных конструктивов, например, HSK-A50 и HSK-В63 имеют одинаковый конус, а HSK-A63 и HSK-В63 — разный. HSK-T используется на токарно-фрезерных станках для возможности установки резцов в шпиндель при токарной обработке. У HSK-T шпонка выполняется точнее, чем у других конусов, для точной установки вершины резца. HSK-A и HSK-T взаимозаменяемы.
Главные достоинства HSK-соединения: автоматическая быстрая смена инструмента (что очень важно в обрабатывающих центрах с ЧПУ), небольшой вес, возможность устанавливать в шпиндель токарные резцы, хорошая повторяемость, жесткость. Как правило, стандартные резцы квадратного сечения устанавливаются в специальную промежуточную оправку, которая, в свою очередь, имеет конус HSK. Но иногда также используются резцы, имеющие хвостовик HSK.
KM — конус, разработанный компанией Kennametal. По сути сходен с HSK, но не получил массового распространения. Конструкция КМ не запатентована.

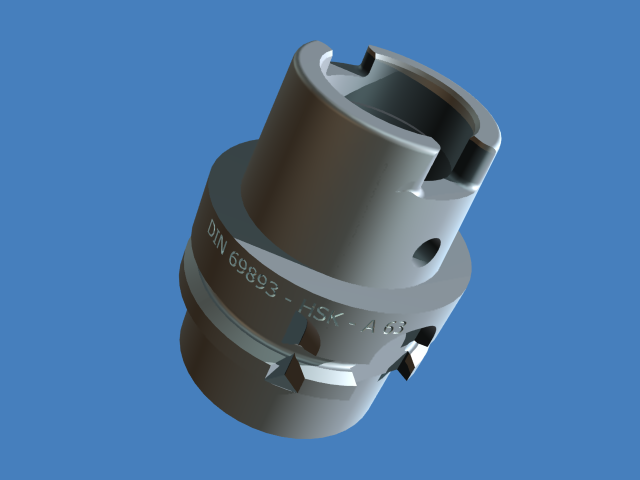
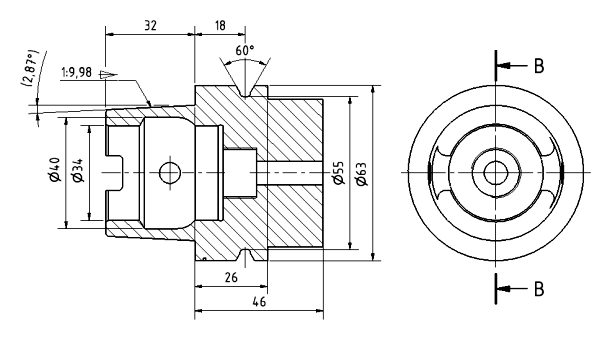

## Capto
Конус Capto, разработанный компанией Sandvik Coromant, сегодня продвигается как аналог HSK премиум-класса. С 2008 года посадка Capto вошла в международный стандарт ISO 26623.
В сечении он представляет собой треугольник со скругленными краями и выгнутыми (есть вогнутые и выпуклые) сторонами. Угол поверхности посадки взят аналогично конусу Морзе. Такая форма не позволяет конусу провернуться в гнезде, обеспечивает необходимое самозаклинивание и повторяемость при разборке-сборке по всем осям. Понятно, что с одной стороны базирование на треугольник более предпочтительно ввиду гораздо большей жесткости передачи. Однако технология изготовления такого конуса несколько сложнее и следовательно дороже для конечного потребителя. При всей своей премиумной цене логически обоснованным является применение Capto для черновой, получерновой обработки.
Главное преимущество посадки Capto по отношению к другим посадкам — жёсткость соединения. Некоторые производители станков, проверив на практике возможности интерфейса Capto, стали интегрировать его в базовый шпиндель станка (WFL, Mazak). В зависимости от размера соединения Capto обозначаются C3...C10. Существуют следующие типоразмеры интерфейса (указан диаметр фланца):
- С3 — 32мм
- С4 — 40мм
- С5 — 50мм
- С6 — 63мм
- С8 — 80мм
- С10 — 100мм

При всей своей привлекательности этот конус не отвечает требованию концентрации износа. (То есть при превышении нагрузки на шпиндель — сгорит шпиндель, но Capto не провернется)

## Brown & Sharpe, Jacobs, Jarno
По внешнему виду и сферам применения похожи на конусы Морзе. Спецификации конусов являются внутрифирменными, национальных или международных стандартов на них нет. Получили распространение, в основном, на территории США.

## R8

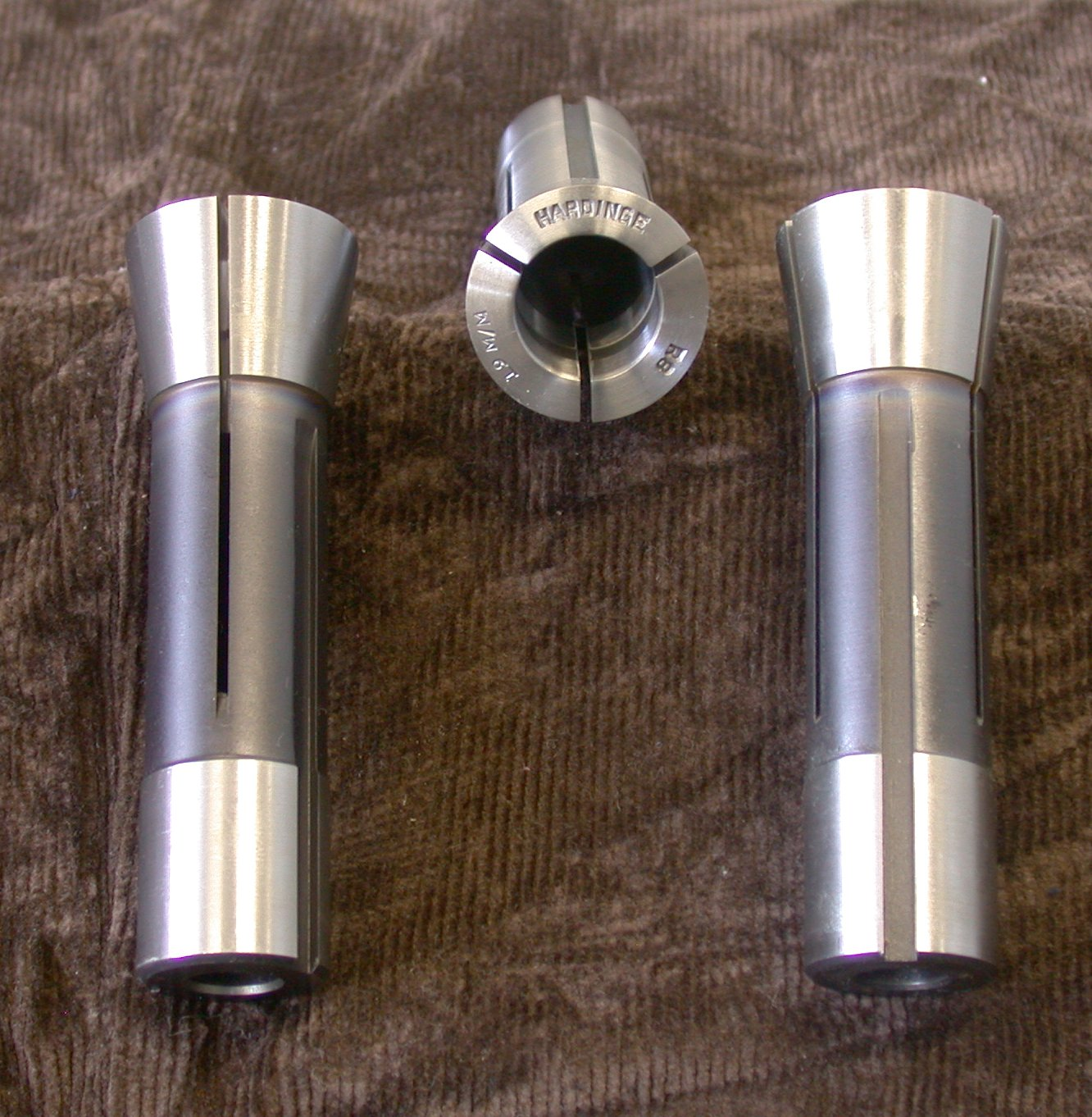
Цанга R8

Внутрифирменный конус, изначально создавался специально для цанговых зажимов. Впоследствии конструктив стал использоваться как инструментальный конус. Разработан компанией Bridgeport Machines для своего оборудования, получил некоторое распространение, в том числе, в виде клонов этого оборудования. Существует один типоразмер этого конуса.

## Переходные оправки и втулки

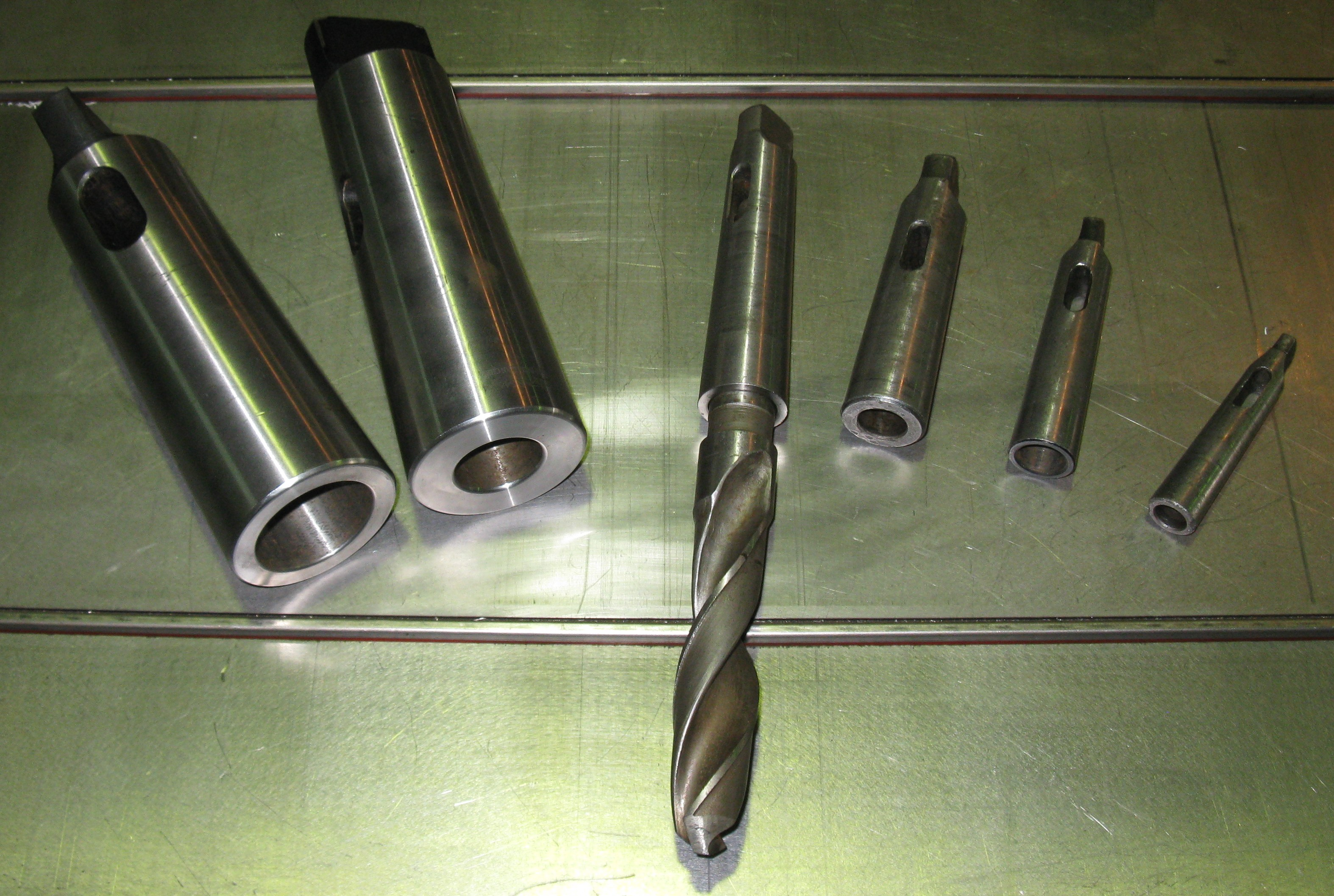
Переходные втулки конусов Морзе.

Для уменьшения номенклатуры инструмента выпускаются разнообразные переходники из одних конусов в другие. Переходник типа наружный конус — внутренний конус именуют переходной втулкой. Переходник типа наружный конус — наружный конус именуют переходной оправкой. Например, оправка с конуса 7:24 на укороченный конус Морзе обозначается ISO30-B16.

## Другие конусы, применяемые в машиностроении

### Конус 1:50
Конусность 1:50 имеют установочные штифты, применяемые при необходимости дополнительного скрепления двух деталей, зафиксированных резьбовым соединением, чтобы они не могли перемещаться одна относительно другой. Установочные штифты вставляются в отверстия, просверленные и конически развёрнутые одновременно в обеих деталях, после их сборки. Конусность 1:50 соответствует углу уклона 0°34'.

### Конус 1:30
Конусы насадных развёрток, зенкеров и оправки для них. Конусность 1:30 соответствует углу уклона 0°55'.

### Конус 1:20
Конусы шпинделей крупных токарных и расточных станков и хвостовиков инструментальных оправок. ГОСТ 25557-2016

### Конус 1:16
Резьба обсадных труб 6 5/8", бурильных и насосно-компрессорных труб, резьба трубная коническая общего назначения.

### Конус 1:10
Концы валов электрических и других машин и соответствующие им муфты. ГОСТ 12081-72.
Центры упорные и конусы инструментов для тяжелых станков. ГОСТ 7343—72.
Отверстия под заклёпки в котельных листах, мостовых и корабельных конструкциях (т. н. котельный конус).

### Конус 1:7
Пробковые краны, центры упорные для тяжёлых станков, конусы инструментов (ГОСТ 7343—72).

### Конус 1:5
Концы шлифовальных шпинделей с наружным базирующим конусом ГОСТ 2323

### Конус 1:4
Фланцевые концы шпинделей токарных, револьверных и других станков, резьба замков в нефтепромышленности.

### Конус 1:1,866
Центры станков, центровые отверстия, потайные и полупотайные головки заклёпок диаметром 16—25 мм, потайные головки винтов диаметром 22—24 мм.

### Конус 1:0,866
Зажимные цанги.

### Конус 1:0,652
Потайные головки болтов, потайные и полупотайные головки заклёпок диаметром 10—13 мм.

### Конус 7:24
Отверстия под оправки в столах зубодолбёжных станков.